# (33827) 2000 ED
2000 ED (asteroide 33827) é um asteroide da cintura principal. Possui uma excentricidade de 0.16433760 e uma inclinação de 10.04707º.
Este asteroide foi descoberto no dia 1 de março de 2000 por Takao Kobayashi em Oizumi.